# Dön artık
"Dön artık" (em português:  "Volta") foi a canção que representou a Turquia no Festival Eurovisão da Canção 1999 que se realizou em Jerusalém, Israel.
A referida canção foi interpretada em turco por Tuğba Önal com o grupo  Grup Mistik. Foi a sétima canção a ser interpretada na noite do festival, a seguir à canção da Eslovénia "For a Thousand Years", interpretada por Darja Švajger e antes da canção da Noruega  "Living My Life Without You", cantada por Stig Van Eijk . Terminou em 16.º lugar, tendo recebido um total de 21 pontos. No ano seguinte, em 2000, a Turquia fez-se representar com a canção "Yorgunum Anla", interpretada por Pınar Ayhan.

## Autores
| AUTORES                 |
| ----------------------- |
| Letrista:Canan Tunç     |
| Compositor: Erdinç Tunç |

## Letra
Na canção, a cantora pede ao seu antigo para que volte, para que os dois juntos, vivam novamente momentos agradáveis.

## Versões
A cantora lançou uma versão em inglês, intitulada "Immortal love"

## Acompanhamentos
A cantora foi acompanhada pelo Grup Mistic, constituído por Aysun Sökmen, Uğur Erdoğan, Tuncay Ariğ e Gülden Özgediz.